# 斯科特·達恩
斯科特·達恩（英語：Scott Dann，1987年2月14日—）是一名英格蘭職業足球運動員，司職中堅，出身自華素爾青訓系統，其後分別投效高雲地利、伯明翰城和布力般流浪。

## 球員生涯
布力般流浪
2011年9月1日，英冠球會布力般流浪以600萬英鎊轉會費從伯明翰簽入丹恩，合約為期四年。
2013年3月12日布力般流浪時任領隊迈克尔·阿尔普顿任命丹恩取代（Daniel "Danny" Murphy）擔任球隊的隊長。
水晶宫
2014年1月31日，英超球會水晶宮從英冠球會布力般流浪簽入丹恩，轉會費金額並無透露，合約為期三年半。

## 外部連結
- Scott Dann player profile at ccfc.co.uk
- Scott Dann player profile at saddlers.co.uk
- 足球数据库：史葛·丹恩的球员统计数据